# Игры будущего
«Игры Будущего» (англ. Games of the Future) — ежегодный международный мультиспортивный турнир в концепции фиджитал-спорта. Первый турнир прошёл в 2024 году в Казани с общим призовым фондом в размере 10 млн $, второй турнир состоится в ноябре 2025 года в ОАЭ, третьи Игры Будущего-2026 будут проходить в Казахстане.

## Формат
Концепция Игр Будущего построена на сочетании спорта, науки и технологий, зрелищных классических и цифровых видов спорта. Игроки соревнуются в выбранных дисциплинах в двух раундах: в первом проходят физические соревнования, во втором — цифровые. Каждая из дисциплин представляет собой сочетание динамичных видов спорта с популярными видеоиграми и технологиями. Соревнования делятся на несколько направлений: «Спорт», «Тактика», «Стратегия» и «Технологии».
В программу Игр включаются фиджитал-футбол, фиджитал-баскетбол, фиджитал-шутер, танцевальный симулятор и др.

## Турниры
Выбор места для очередных «Игр Будущего» осуществляется в рамках заявочной кампании. Решение принимает международная организация Phygital International
| Год  | Страна    | Город  | Даты проведения              | Дата объявления      |
| ---- | --------- | ------ | ---------------------------- | -------------------- |
| 2024 | Россия    | Казань | с 21 февраля по 3 марта 2024 |                      |
| 2025 | ОАЭ       | Дубай  | TBA                          | 1 июня 2024 года     |
| 2026 | Казахстан | Астана | TBA                          | 14 октября 2024 года |

## Игры Будущего 2024

### Организация турнира

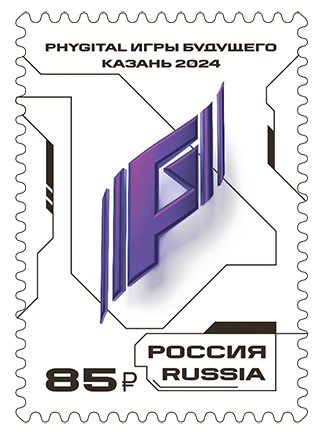
Марка России 2024 года, посвящённая «Играм Будущего»

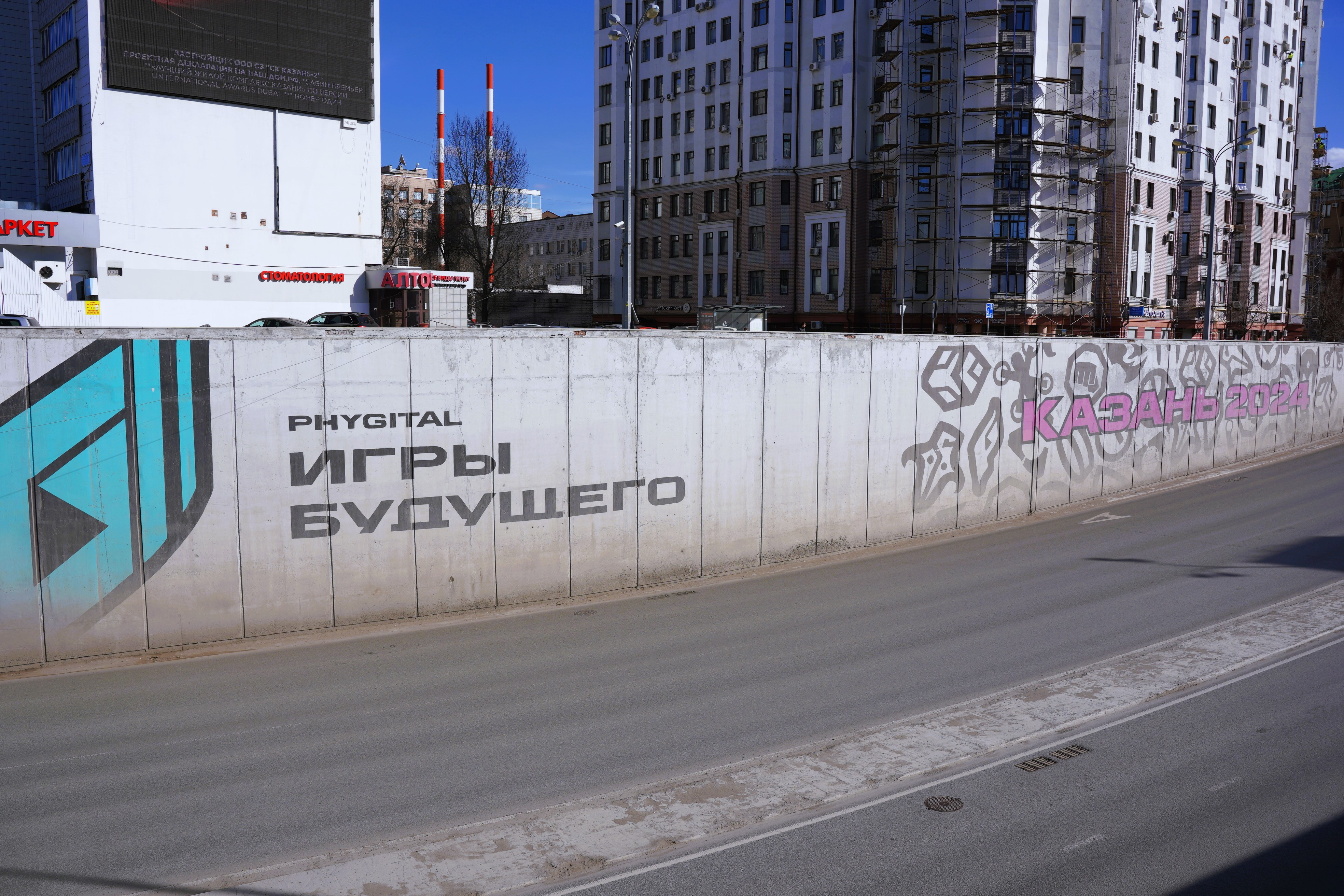
Мурал в Казани, посвящённый «Играм Будущего» (создан в конце мая 2023 года)

Организационный комитет по подготовке и проведению «Игр Будущего» был создан Министерством спорта Российской Федерации в сентябре 2021 года, возглавил оргкомитет заместитель председателя правительства Российской Федерации Дмитрий Чернышенко, в состав оргкомитета вошёл также министр спорта Российской Федерации Олег Матыцин. Руководитель — Игорь Столяров.
Призовой фонд турнира составил 10 млн $ на все дисциплины. Основная часть досталась фиджитал-футболу и фиджитал-баскетболу — по 1,25 млн $. На фиджитал-хоккей, гонки, единоборства и скейтбординг выделили 500 тыс. $, а победители по Dota 2 получили 1 млн $.

### Дисциплины
В турнире планировалось участие свыше 260 команд и свыше 2000 спортсменов из разных стран в 21 дисциплине (16 в основной и 5 в расширенной программе). Соревнования были поделены на 5 категорий (вызовов): «Спорт», «Тактика», «Стратегия», «Скорость» и «Технологии».
В основной программе в категории «Спорт» сочетались классические виды спорта и их цифровые аналоги: фиджитал-футбол, фиджитал-баскетбол, фиджитал-хоккей, фиджитал-единоборства, фиджитал-гонки (гонки и картинг) и фиджитал-скейтбординг.
Категория «Тактика» сочетает компьютерные шутеры и соревнования на арене (лазертаг) и включает в себя 3 дисциплины: Counter-Strike 2 + лазертаг, Warface + лазертаг и Standoff 2 + лазертаг.
Категория «Стратегия» включает популярные боевые арены и специально разработанную арену с испытаниями на выносливость и смекалку по двум играм: Mobile Legends: Bang Bang и Dota 2.
В категории «Скорость» требуется максимально быстрое прохождение ретро-игр Retro PC, Modern PC и Retro Console.
Категория «Технологии» представляет собой соревнования дронов (в партнёрстве с Федерацией гонок дронов России) и роботов (в партнёрстве с чемпионатом «Битва роботов»), которыми будут управлять участники.
В расширенную программу вошли виртуальная велогонка, кибатлетика, фиджитал-BMX, Just Dance и Beat Saber.

### Хроника событий
Впервые проект турнира «Игры Будущего» был представлен вице-премьером Дмитрием Чернышенко в сентябре 2021 года в Казани на форуме «Россия — спортивная держава».
В ноябре 2021 года была запущена заявочная кампания на место проведения «Игр Будущего», в рамках которой более 40 регионов выразили желание принять турнир. Претендентами на проведение турнира стали 19 городов, заявочная кампания была завершена в июне 2022 года. Решение о проведении турнира в Казани было объявлено 16 июня 2022 года на Петербургском международном экономическом форуме вице-премьером Дмитрием Чернышенко.
19 декабря 2022 года президент Российской Федерации Владимир Путин подписал указ «О проведении Международного мультиспортивного турнира „Игры будущего“ в 2024 году в г. Казани».
Приказом Минспорта от 31 января 2023 года фиджитал-спорт официально признан и включён во Всероссийский реестр видов спорта и спортивных дисциплин, в дальнейшем была создана первая в мире Всероссийская федерация фиджитал-спорта (ВФФС).
29 апреля 2023 года в Казани и Москве прошли церемонии запуска отсчёта 300 дней до «Игр Будущего», видеообращение к участникам игр записал президент Владимир Путин.
12 мая 2023 года в Государственную думу был внесён законопроект о проведении «Игр будущего».
В мае 2023 года стало известно о том, что университет «Синергия» и «Игры Будущего» запустят совместную программу магистратуры по направлению «Менеджмент в киберспорте и фиджитал-спорте».
20 августа 2023 года во время церемонии открытия Международного фестиваля университетского спорта в Екатеринбурге прошла презентация турнира.
14 ноября 2023 года за 100 дней до «Игр Будущего» был представлен трофей предстоящего турнира. В рамках автопробега «„Игры будущего“. Путь трофея», старт которому дал вице-премьер Дмитрий Чернышенко на выставке-форуме «Россия» в Москве, было запланировано, что трофей побывает на Международной космической станции. В этот же день был представлен талисман предстоящего турнира — жар-птица МИRА.
Автомобильный кортеж проехал восемь городов России: Нижний Новгород, Иннополис, Казань, Ульяновск, Самару, Саратов, Уфу и Оренбург. В каждом населённом пункте трофей присутствовал на главных мероприятиях, связанных с фиджитал-спортом, а также побывал в главных культурных и исторических локациях.
1 декабря 2023 года космодром Байконур принял символ главного фиджитал-турнира — трофей «Игр Будущего». В ракету-носитель «Союз-2.1a» с грузовым кораблём «Прогресс МС-25» была опущена капсула с трофеем «Игр Будущего», и состоялся запуск на Международную космическую станцию.
8 февраля 2024 года по итогам переговоров Владимира Путина и председателя КНР Си Цзиньпина Китай подтвердил участие своих спортсменов в «Играх Будущего».
В рамках открытия Игр 2024 года президентами Казахстана и Узбекистана было предложено провести «Игры Будущего» в 2025 и 2026 годах в этих странах.
Соревнование проводилось по 21 инновационной дисциплине, основанной на сочетании физической активности, современных технологий и цифровой среды, а игроки встретились в пяти направлениях (от «Спорта» до «Технологий»).
3 марта 2024 года состоялась церемония награждения лучших волонтёров первых «Игр Будущего». В ней приняли участие вице-премьер РФ Дмитрий Чернышенко, глава Республики Татарстан Рустам Минниханов и министр спорта РФ Олег Матыцин.
4 марта 2024 года руководитель «Игр Будущего» Игорь Столяров заявил, что участие в турнире приняли свыше 2 тысяч человек из 107 стран.
1 июня 2024 года руководитель турнира Игорь Столяров сообщил, что «Игры Будущего» 2025 года пройдут в Объединённых Арабских Эмиратах (Дубай).
13 октября 2024 года местом проведения «Игр Будущего» 2026 года был выбран Казахстан. Об этом сообщили пресс-служба Министерства туризма и спорта Казахстана, а также руководитель турнира Игорь Столяров. В 2026 году турнир пройдёт в столице Казахстана Астане.

### Отборочные турниры
| Первые Фиджитал игры прошли на территории Международного выставочного центра «Казань Экспо» с 21 по 23 сентября 2022 года по четырём дисциплинам: фиджитал-футбол, фиджитал-баскетбол, Beat Saber и гонки дронов. В соревнованиях по фиджитал-футболу и фиджитал-баскетболу спортсмены соревновались вначале на виртуальной площадке, физическая часть включала мини-футбол и баскетбол 3×3. Beat Saber и гонки дронов сами по себе содержат как физическую (physical), так и цифровую часть (digital). Победителем гонок дронов стала команда Team Reactor, победу в Beat Saber одержал Роман Конев. Вторые Фиджитал игры прошли с 24 ноября по 10 декабря 2022 года по трём дисциплинам: фиджитал-гонки, фиджитал-единоборства, фиджитал-хоккей. 24 ноября прошли соревнования по фиджитал-гонкам, в рамках которых участники прошли 20 кругов в заезде на картинге и 10 кругов в симуляторе. 26 ноября прошёл турнир по фиджитал-единоборствам, на котором выступили спортсмены в весовой категории до 73 кг. Одна встреча прошла в видеоигре, физическая часть включала бои по правилам смешанных единоборств (ММА). С 10 по 11 декабря прошли соревнования по фиджитал-хоккею. В виртуальной части спортсмены играли в симулятор, а затем провели матчи в формате 3×3. Третьи Фиджитал игры прошли с 5 по 11 февраля 2023 года в «Казань Экспо» и ИТ-парке по пяти дисциплинам: Speedrun, MLBB (Mobile Legends: Bang Bang), Dota 2, Warface, CS:GO. В физической части соревнований участники сразились в лазертаге. Участниками третьих Фиджитал игр стали 132 спортсмена из России, Аргентины, Бразилии, Филиппин, Камбоджи, Перу, Вьетнама, Белоруссии, Казахстана и Азербайджана. В турнире по Speedrun прошло соревнование 4 команд по играм формата Retro PC, Modern PC и Retro Consolе на групповом этапе. Победителем в дисциплине Speedrun стала команда Cheaters. В соревнованиях по MLBB (Mobile Legends: Bang Bang) победу одержала российская команда Rose Noire, второе место заняла команда Freak Five, третье — камбоджийская команда Team Max. Победителем соревнований по Dota 2 стала российская команда One Move, второе место заняла бразильская команда Keyd Stars. Победителем соревнований по CS:GO стала российская команда HOTU, второе место заняла белорусская команда Websterz. Четвёртые Фиджитал игры прошли с 9 по 10 марта 2023 года по дисциплине фиджитал-гонки. В цифровой части турнира участники соревновались в управлении виртуальным автомобилем в симуляторе, а на физическом этапе прошёл зимний картинг на подготовленной трассе с ледовым покрытием. Участниками четвёртого турнира стали многие известные автогонщики, в частности победитель ралли «Дакар» 2015 Айрат Мардеев и победитель гонок «Формула-3» Александр Смоляр. Первое место в турнире заняла команда программы SMP Racing (Александр Смоляр и Дмитрий Арсентьев), второе — команда Electro Karting (Анвар Тутаев и Борис Гарифуллин), третье — команда Ural Junior Kart (Остап Кравченко и Алексей Колпаков). Пятые Фиджитал игры прошли с 16 по 19 мая 2023 года по дисциплине фиджитал-футбол. В пятом турнире приняли участие 8 команд из России, Бразилии (R10 TEAM), Аргентины (3 Estrellas FC), Уругвая (Penarol), Ирана (Persian Gulf) и Сербии (Obilić eSports). Россия была представлена тремя командами: Tatar Squad, Rotor и Phoenix. Победителем турнира стала российская команда Phoenix, в составе которой выступили и бывшие игроки московского «Спартака» и сборной России по футболу Роман Шишкин и Александр Шешуков. В финале российская команда обыграла бразильский клуб R10, владельцем которого является Роналдиньо. Третье место заняла команда Rotor из Волгограда. Шестые Фиджитал игры прошли с 27 мая по 7 июня 2023 года по дисциплинам Standoff 2, CS:GO и Warface. Соревнования по Standoff 2 прошли с 27 по 31 мая в казанском IT-парке и Академии тенниса. Их участниками стали российские команды Bullet Force, Death or Glory, Streeteight, Winstrike Team, Revial Gaming, Saints и Team Coyotes, а также бразильская команда Inco Gaming. Победителем в дисциплине стала команда Death or Glory. С 31 мая по 4 июня прошли соревнования по Warface, участниками которых стали российские команды «Козырные тузы», Young, Awinaw, Boomerangs, Winstrike, Airbit, Repulse и Mementomori. Победителем стала команда Awinaw, серебряным призёром стала команда Winstrike Team. С 3 по 7 июня прошли соревнования по CS:GO, участие в которых приняли команды Cosmo (Россия), Inations (Сербия), Flamengo Esports и Team Solid (Бразилия), Lord Rabbit (Китай), Avangar и K23 (Казахстан) и Sangal (Германия). Победителем в дисциплине стала российская команда Cosmo Esports, которая в финале обыграла казахстанскую команду К23. Седьмые Фиджитал игры прошли с 6 по 17 июня 2023 года по трём дисциплинам: фиджитал-хоккей, фиджитал-единоборства и гонки дронов. Соревнования по фиджитал-хоккею прошли с 6 по 9 июня 2023 года. 6 и 7 июня состоялись матчи группового этапа, 8 июня прошёл плей-офф, 9 июня прошли финал и матч за третье место. В цифровой части команды сыграли в хоккейный симулятор, в физической части соревнования прошли на хоккейной площадке в формате 3×3. Заброшенные в цифровой и физической частях соревнований шайбы суммировались. В соревновании приняли участие 8 команд из 5 стран: российские «Ак Барс», Liga Pro, Hockey Brothers и 3 Frenzy, Stars of Israel из Израиля, Underdogs (Латвия), Belgrade Eagles (Сербия) и «Хумо» (Узбекистан). Победителем стала команда «Ак Барс», второе место заняла команда Liga Pro. 12 июня прошли соревнования по фиджитал-единоборствам, участниками которых стали 8 команд из двух спортсменов двух весовых категорий: до 66 кг и до 77 кг. В цифровой части прошли пятираундовые поединки в видеоигре (за каждый выигранный раунд победитель получил 1 очко), в физической части прошли трёхраундовые бои по правилам смешанных единоборств (ММА) в двух весовых категориях. Победитель соревнования должен был набрать наибольшее количество очков по итогам двух матчей. По итогам соревнований победу одержала команда «Кузня», набравшая 23 очка. 17 июня прошли соревнования по гонкам дронов, в которых приняли участие 8 команд, в каждой из которых было по 2 пилота. В каждом полуфинале приняли участие по 4 команды, две команды по итогам каждого полуфинала попадали в финал. Заезды включали 50 кругов. Половину дистанции преодолевал один пилот, вторую половину — другой пилот. Восьмые Фиджитал игры прошли с 14 по 16 июля по дисциплине фиджитал-скейтбординг в казанском экстрим-парке «Урам». В турнире приняли участие 8 команд: Latino Gang (Аргентина), Colombia (Колумбия), World’s Best Dressed (Испания), Hustlers (Болгария), а также 4 российские команды Troe iz Lartsa, New Kids Turbo, Slugs и Goalie. Каждая команда состояла из 3 спортсменов. В играх приняли участие ряд известных российских скейтбордистов, в частности чемпион России по скейтбордингу 2021 года Семён Кутузов и член сборной России по скейтбордингу Егор Кальдиков. Гостем турнира стал двукратный олимпийский чемпион по сноуборду Вик Уайлд. Победителем турнира стала российская команда New Kids Turbo (Егор Кальдиков, Савва Востоков и Владислав Житнюк), победители получили приз в размере 650 тысяч рублей. Девятые Фиджитал игры прошли с 20 по 29 июля 2023 года по двум дисциплинам: Mobile Legends: Bang Bang и Dota 2. С 20 по 23 июля прошли соревнования по MLBB (Mobile Legends: Bang Bang) в Международном выставочном центре «Казань Экспо». Участие в соревнованиях приняли 8 команд из 7 стран: Okami E-sports и AXE (ОАЭ), Team Max (Камбоджа), Team Lilgun (Монголия), Team HAQ (Малайзия), Fire Flux Impunity (Турция), Falcon Esports (Мьянма) и Deus Vult (Россия). Победу одержала монгольская команда Team Lilgun. С 24 по 27 июля прошли соревнования по Dota 2, участниками которых стали 8 команд из 5 стран: Infamous Gaming, Infinity и Thunder Awaken (Перу), Polaris Esports и Neon Esports (Филиппины), Hydra (Кыргызстан), Ualeikumnihao (Казахстан) и One Move (Россия). Перуанские команды Infamous Gaming и Thunder Awaken ранее принимали участие в The International, главном чемпионате мира по Dota 2. Победу в турнире одержала кыргызстанская команда Hydra, второе место заняла российская команда One Move. Десятые Фиджитал игры прошли с 5 по 22 октября 2023 года. В их программу вошли фиджитал-баскетбол, фиджитал-футбол, соревнования по мобильной игре Mobile Legends: Bang Bang (MLBB), Warface и Counter-Strike: Global Offensive (CS:GO). Участие в мероприятии приняли представители 17 стран. В рамках соревнований по фиджитал-баскетболу победу одержала испанская команда Ramboot Esports. 28 сентября 2023 года была представлена соревновательная программа «Игр Будущего» 2024 года. |

### Церемония открытия Игр
21 февраля 2024 года в выставочном центре «Казань Экспо» состоялась церемония открытия «Игр Будущего». На ней присутствовали лидеры государств: президент России Владимир Путин, президент Белоруссии Александр Лукашенко, президент Казахстана Касым-Жомарт Токаев, президент Кыргызстана Садыр Жапаров, президент Таджикистана Эмомали Рахмон, президент Узбекистана Шавкат Мирзиёев, президент Республики Сербской Милорад Додик.

### Церемония закрытия Игр
3 марта 2024 года состоялась церемония закрытия «Игр Будущего». В мероприятии приняли участие вице-премьер Дмитрий Чернышенко, министр спорта Олег Матыцин и глава Республики Татарстан Рустам Минниханов. Церемония закрытия проходила в уникальном формате фиджитал-концерта, объединившего выступления артистов, музыкальных (Клава Кока и Niletto) и цифровых исполнителей.

### Результаты
| Призёры соревнований. Виртуальная велогонка 1. MInsk (Белоруссия), 522 очка — Евгений Соболь, Таисия (Таиса) Носкович, Анна Терех, Михаил Шеметов; 2. Marathon-Tula (Россия), 469 очков — Гульназ Хатунцева, Диана Климова, Сергей Ростовцев, Пётр Рикунов; 3. Italian Espresso (Италия), 425 очков. Фиджитал-хоккей 1. Liga Pro Team (Россия); 2. COSMOS X17 (Россия); 3. Ak Bars (Россия). Кибатлетика 1. Russian Cyborgs (Россия); 2. Falcon Verts (Саудовская Аравия); 3. Pharaohs (Египет). Фиджитал-единоборства 1. Kuznya (Россия) — 32 очка; 2. GOR Union (международная) — 30 очков; 3. MMA Fighters (Армения) — 27 очков. Warface + лазертаг 1. Young (Россия); 2. HLS (Россия); 3. Winstrike (Россия). Dota 2 1. Xtreme Gaming (Китай); 2. LGD Gaming (Китай); 3. Invictus Gaming (Китай). Суперфинал в формате шоу-матча — Entity Gaming. Мир танков 1. Beyond (Россия); 2. Enemy (Россия); 3. Solnce. Футбольный шоу-матч: ENEMY — Beyound — 7:6. Битва роботов 1. DS ROBOTICS (Индия); 2. Daddy Boys (Россия); 3. ТурбоМеХатроники (Россия). CS 2 + лазертаг 1. XGod (Казахстан); 2. Looking for Org (Россия); 3. HOTU (Россия). Спортивное программирование 1. Фёдор Ромашов (Россия); 2. Александр Бабин (Россия); 3. Кирилл Кудряшов (Россия). Фиджитал-баскетбол 1. Liga Pro Team (Россия); 2. R10 Team USA (США); 3. URAL BASKET (Россия). Гонки на дронах 1. Team Min’s Korea (Южная Корея); 2. Flat-Out (Болгария); 3. DRD (Россия). Спидран 1. SpeedRussians (Россия) — Дмитрий Waifuconfirmed Митрофанов, Вальдемар valdemarka Школа, Наиль st4nzzz Бопежанов; 2. Moonshiners (международная); 3. The Cheaters (Россия). Танцевальный симулятор (Just Dance) 1. Иван Власов; 2. Мария Зверева; 3. Артём Симонов. Mobile Legends: Bang Bang 1. AP.Bren (Филиппины); 2. ONIC (Индонезия); 3. Fire Flux Esports (Турция). VR-ритм-симулятор (Beat Saber) 1. Иван IlluminatiSalad Косников; 2. Эрик kip Ниязов; 3. Михаил DRO3D_RUS Степанюк. Standoff 2 + лазертаг 1. Absolute (Россия); 2. SaiNts (Россия); 3. FORZE Esports (Россия). Фиджитал-скейтбординг 1. Latino Gang (Аргентина); 2. Hustlers (Европа); 3. Slugs (Россия). Фиджитал-гонки 1. SMP Racing (Россия) — Александр Несов и Александр Смоляр; 2. Formula Team — Алекс Кутильяс (Испания) и Маттиа Кольнаги (Италия); 3. BR Engineering (Россия) — Ирина Сидоркова и Кирилл Смаль; 4. SC Racing — Даниэль Ногалес (Испания) и Ник Джилкс (Канада); 5. G-Drive Racing (Россия) — Роман Русинов и Михаэль Белов; 6. Quetzales America — Кристиан Канту (Мексика) и Келвин Минг (США); 7. Team Seven — Абдул-Хамид Кафаров (Азербайджан) и Николас Стати (Австралия); 8. Friends Team — Алексей Савин (Белоруссия) и Дмитрий Гвазава (Россия); 9. UZ Formula Team — Исмаил Ахмедходжаев (Узбекистан) и Роберто Мери (Испания); 10. Quetzales Mexico (Мексика) — Луис Диас и Джонни Гуинди; 11. Electro Karting (Россия) — Анвар Тутаев и Борис Гарифуллин; 12. Future Racing Team — Илья Зыков (Кыргызстан) и Мартин Мольнар (Венгрия); 13. China Future Speed (Китай) — Энцо Йе и Тони Гао; 14. KA Team (Казахстан) — Артём Ченцов и Бакберген Мирманов. Фиджитал-футбол 1. Penarol (Уругвай); 2. FC Lokomotiv (Россия); 3. Mexico Quetzales (Мексика); 4. Phoenix (Россия) — Роман Шишкин и Александр Шешуков. |

## Игры Будущего 2025
3 июня 2024 года было официально объявлено о проведении второго международного мультиспортивного турнира «Игры Будущего» в Объединённых Арабских Эмиратах.
В октябре 2024 года в Уфе прошёл форум «Россия — спортивная держава», в рамках которого 17 октября был дан старт автопробегу Tro-Phy-Gital Tour — международному ралли-шоу в поддержку фиджитал-спорта.
9 декабря 2024 года стало известно, что вторые Игры Будущего в ОАЭ начнутся 21 ноября 2025 года. Были анонсированы первые четыре дисциплины для Игр: фиджитал-футбол, фиджитал-баскетбол, фиджитал-шутер и фиджитал-танцы. Ожидается анонс дополнительных дисциплин, которые будут представлены на соревнованиях.

## Игры Будущего 2026
14 октября 2024 года Министерство туризма и спорта Казахстана официально сообщило, что Игры Будущего 2026 года пройдут в Казахстане, при этом ранее президент Казахстана Касым-Жомарт Токаев заявлял о возможности проведения нового мультиспортивного турнира в Казахстане.